# Pampushout
De Pampushout is een stadsbos in Almere Pampus. Het scheidt dit stadsdeel van Almere Poort. Het wordt beheerd door Het Flevo-landschap. Het is een van de meest bezochte bossen van Almere.

## Referentie
1. ↑  Het Flevo-Landschap - Pampushout